# Whatever Comes
「Whatever Comes」（ワットエヴァー カムズ）は、TM NETWORKの通算45枚目のシングルである。2023年6月14日デジタルリリース。同年9月6日にBlu-spec CD2をリリース。同年12月6日にアナログ盤をリリース。

## 概要
13thオリジナル・アルバム『DEVOTION』発売前日の2023年6月13日、同年秋公開予定の新作映画『劇場版シティーハンター 天使の涙』の記者会見において、エンディングソングが「Get Wild」となること、アルバム収録の新曲2曲「DEVOTION」「君の空を見ている」が挿入歌となること、オープニングソングにはアルバム未収録の新曲である「Whatever Comes」がタイアップされることが発表された。同日夜に開催されたトークイベント「TM NETWORK FANKS THE PARTY 2023 feat. "DEVOTION"」にて、翌日0時に「Whatever Comes(Opening Edit)」が配信リリースされることが発表された。サブタイトルに『Opening Edit』と冠されている通り、配信版は1分30秒程度に編集された所謂「TVサイズ」となっている。
同年8月1日には9月6日に発売されるCDのジャケット写真が公開された。TM NETWORK、冴羽獠・槇村香が夜明けの新宿を背景に揃い踏みする姿が描かれている。
フルサイズ・ヴァージョンは同年8月8日の夜に開催されたYouTube Live DJイベント「“CITY HUNTER”×“TM NETWORK” All Time Best Mix Party Night～ Mixed by Shinnosuke～」の生配信内で一度限り先行で初公開され、同年8月23日には配信でも解禁された。8月26日さいたまスーパーアリーナで開催されたAnimelo Summer Live 2023 AXEL Day2にシークレットゲストとして出演した際、Get Wildと初演奏歌唱となる本曲を披露。
同年9月2日　tiktokにてmumeiによる振り付け動画が公開される。
同年9月6日にBlu-spec CD2としてリリース。前述のフルサイズ・ヴァージョンの他、C/W曲が複数収録される。通常盤のほか、初回生産限定盤も同時発売され、商品内容としては、スリーブジャケット＋3面デジパック＋ピクチャーレーベル仕様となり、2種類のステッカーと今秋に行われる全国ツアーのチケット先行エントリーシートの封入、『劇場版シティーハンター 天使の涙』本予告90秒、「Whatever Comes （Opening Edit）-CITY HUNTER Special Movie-」「DEVOTION -Lyric motion feat. CITY HUNTER-」以上が収録されたBlu-ray Discが付属する。
同年12月6日にはアナログ盤が完全限定生産盤としてリリースされる。こちらはデジタル・ダウンロード配信版＆Blu-spec CD2盤の内容に加え、アルバム「DEVOTION」からシングルカット曲「DEVOTION」（オリジナル・ヴァージョン）と「君の空を見ている」が収録される。なお本作には未収録曲の「Angie」も同日に配信限定でリリースされる。

## 収録曲

### デジタル・ダウンロード
「Opening Edit」版
| 全作曲・編曲: 小室哲哉。 |                                   |            |            |       |
| #                        | タイトル                          | 作詞       | 作曲・編曲 | 時間  |
| 1.                       | 「Whatever Comes (Opening Edit)」 | 小室みつ子 | 小室哲哉   | 01:35 |
| 合計時間:                | 合計時間:                         | 合計時間:  | 1:35       |       |

フルサイズ版
| 全作曲・編曲: 小室哲哉。 |                    |            |            |       |
| #                        | タイトル           | 作詞       | 作曲・編曲 | 時間  |
| 1.                       | 「Whatever Comes」 | 小室みつ子 | 小室哲哉   | 04:52 |
| 合計時間:                | 合計時間:          | 合計時間:  | 4:52       |       |

### Blu-spec CD2
| 全作曲・編曲: 小室哲哉。 |                                    |            |            |       |
| #                        | タイトル                           | 作詞       | 作曲・編曲 | 時間  |
| 1.                       | 「Whatever Comes」                 | 小室みつ子 | 小室哲哉   | 04:52 |
| 2.                       | 「DEVOTION (Radio Edit ver.)」     | 小室哲哉   | 小室哲哉   | 04:13 |
| 3.                       | 「Whatever Comes (Backing Track)」 |            | 小室哲哉   | 04:53 |
| 4.                       | 「Get Wild (2023 REMASTER)」       | 小室みつ子 | 小室哲哉   | 04:04 |
| 合計時間:                | 合計時間:                          | 合計時間:  | 18:02      |       |

### アナログ盤 (12inchEP)
| 全編曲: 小室哲哉。 |                              |            |          |       |
| #                  | タイトル                     | 作詞       | 作曲     | 時間  |
| 1.                 | 「Whatever Comes」           | 小室みつ子 | 小室哲哉 | 04:52 |
| 2.                 | 「DEVOTION」                 | 小室哲哉   | 小室哲哉 | 04:33 |
| 3.                 | 「Get Wild (2023 REMASTER)」 | 小室みつ子 | 小室哲哉 | 04:04 |

| 全編曲: 小室哲哉。 |                                    |            |           |       |
| #                  | タイトル                           | 作詞       | 作曲      | 時間  |
| 4.                 | 「君の空を見ている」               | 小室みつ子 | 木根尚登  | 04:13 |
| 5.                 | 「Whatever Comes (Opening Edit)」  | 小室みつ子 | 小室哲哉  | 01:35 |
| 6.                 | 「DEVOTION (Radio Edit ver.)」     | 小室哲哉   | 小室哲哉  | 04:13 |
| 7.                 | 「Whatever Comes (Backing Track)」 |            | 小室哲哉  | 04:53 |
| 合計時間:          | 合計時間:                          | 合計時間:  | 合計時間: | 28:23 |

## 曲解説
1. Whatever Comes / Whatever Comes (Opening Edit) / Whatever Comes (Backing Track)
「Opening Edit」はTVサイズヴァージョン。フルサイズ・ヴァージョンとの相違点は１番のみでアウトロがカットアウト。
「Backing Track」はInstrumental（＝オリジナル・カラオケ）となっているが、コーラスはリフレインの一部分が入っているのみにとどまっている。
『劇場版シティーハンター 天使の涙』のオープニングテーマ。
2022年の年末にテーマソング制作のオファーが舞い込んだ。総監督のこだま兼嗣からは「後半がかなりシリアスになるので、明るくテンポのいいものを作ってください」と注文し、小室は「程よく『Get Wild』との対比を考えなきゃいけない。明るすぎてもいけないし、暗いのは絶対ダメだったので、明るすぎない明るさの楽曲を作ろう」と思った途端、その時の帰り道でメロディが出来上がり、直後にスムーズにバックトラックが完成した[17]。
シンセサイザーはreFX Nexus4・XFER RECORDS Serum・REVEAL SOUND Spireを駆使して、普段から使用している音色とは少し違う方向性から探していった。ギターの音色ではLine 6 Helixを使用している[18]。
シングル盤では、「2番目以降ビートが変化しつつ、サビの譜割りを少しずらすことでグルーヴを生み出す」という手法にチャレンジした。まずオープニング用に作られた「Whatever Comes (Opening Edit)」をミキシングまで終わらせた後、ギター・ドラム・ベース・シンセ等全てのフレーズを鍵盤各1本にサンプリングした後、小室が指1本で弾き直した。重ね弾きして、音圧も高めていった。これは「『これはやってはいけない』という決め事を作らない」という小室が解釈した「今、その時の新しさ」に準じたアレンジ・構成を作る時に思い浮かべたアイディアだった[19]。
映画の脚本を読み込んだ後、小室みつ子に歌詞の執筆を依頼したが、小室みつ子は映画の脚本を読み込むのが苦手で、電話越しで映画のエンディングまで説明した[17]。小室みつ子は「まずは風景が大事。風景が見えればいい」と注文し、小室は参考資料として横浜の港やビルの風景などの写真を大量に送った[20]。それらを見た小室みつ子から出来上がった歌詞が届き、使える部分をメロディにはめ込んだ[17]。
小室みつ子は「いろんな経験や失敗を繰り返してきた結果、今自分がここにいて、もう何があっても怖くない」「冴羽獠はどんな事件が起きても、また自信を持って向き合えるし、向き合うだろう」という心情を描く様にした[20]。
「Whatever Comes (Opening Edit)」が完成した後に、それを基に長崎行男がタイムを計って、絵コンテ担当者が絵コンテを描いていった[17]。
アニメーションプロデューサーの若林豪は「小室さんと作詞の小室みつ子さんの作品への寄り添いをすごく感じさせてくれる曲だなと思いました。歌の中でもシーンをつないで下さっているような形になっていたので、それを受けてオープニングアニメーションでも、1カット曲を意識したシーンが入っているんです。そういった部分でもシナリオを読んで考えてくださったんだろうなと感じました」と本作の映画への影響を語った[17]。
総監督のこだまは「ノリがよくて、非常に気持ちよく画面に入れる曲でした」と称賛している[17]。
2. DEVOTION / DEVOTION (Radio Edit ver.)
13thアルバムからのシングルカット曲。オリジナル・ヴァージョンは12inchEP盤のみ収録。
「Radio Edit ver.」は原曲版と少し異なるアレンジでイントロが原曲より約20秒程短くなっている。
『劇場版シティーハンター 天使の涙』の挿入歌。
3. Get Wild (2023 REMASTER)
10thシングルの2023年リマスター版。
『劇場版シティーハンター 天使の涙』のエンディングテーマ。
4. 君の空を見ている
13thアルバムからのシングルカット曲。12inchEP盤のみ収録。
『劇場版シティーハンター 天使の涙』の挿入歌。

## クレジット
- All Produced by: 小室哲哉
- All Performed by: TM NETWORK
  - 宇都宮隆(Vocal)
  - 小室哲哉(Keyboards, Guitar, Chorus)
  - 木根尚登(Guitar, Chorus)
- Manipulator: 溝口和彦, 赤堀眞之
- Mastering Engineer: 前田康二
- Sound Direction: 溝口和彦, むらいひでき

Whatever Comes
- Chorus: 佐々木詩織, Sak., 会原実希
- Guitar: iBerry, 小室哲哉
- Recorded: 伊東俊郎, 溝口和彦, 赤堀眞之
- Mixed: 佐藤雅彦 (mixmix Co.,Ltd.)

- Package Art Direction & Design:印南貴行, もりももこ(MARUC CO.,LTD.)
- Design Supervisor: 金松滋
- Side of TM NETWORK Art Direction & Design:高橋伸明(bahaty)
- Photograph: 宮脇進
- Creative Relation:立岡正樹
- Production Direction:福田良昭
- A&R: ふくだとしみ
- Executives:辻野学, 中武宣廣, 兼平裕巳

## 収録アルバム
Whatever Comes
- 40+ 〜Thanks to CITY HUNTER〜
- 40th FANKS intelligence Days 〜DEVOTION〜（ライヴ・ヴァージョン）
- 40th FANKS intelligence Days 〜YONMARU〜（ライヴ・ヴァージョン）

DEVOTION
- DEVOTION （オリジナル・ヴァージョン）
- 40+ 〜Thanks to CITY HUNTER〜 （オリジナル・ヴァージョン）
- 40th FANKS intelligence Days 〜DEVOTION〜（ライヴ・ヴァージョン）
- 40th FANKS intelligence Days 〜STAND 3 FINAL〜（ライヴ・ヴァージョン）

Get Wild
- SONY ORIGINAL DEMONSTRATION DISC REBECCA in Liberty
- Gift for Fanks
- GROOVE GEAR 1984-1994 (Disc 1)
- TETSUYA KOMURO PRESENTS TMN BLACK
- TIME CAPSULE all the singles (Disc 1)
- TAKASHI UTSUNOMIYA THE BEST FILES
- BEST TRACKS ～A message to the next generation～
- 青春歌年鑑 1987
- THE LEGEND TM NETWORK
- ALL the “Get Wild” ALBUM
- Welcome to the FANKS! (Disc 1)
- THE GREATEST HITS - 小室哲哉作品集 - a (Disc 1)
- TM NETWORK THE SINGLES 1
- TM NETWORK BEST OF BEST
- TM NETWORK SUPER BEST
- 青春歌年鑑 デラックス'85〜'89
- TM NETWORK ORIGINAL SINGLES 1984-1999 (Disc 1)
- GET WILD SONG MAFIA (Disc 1)
- 劇場版シティーハンター 〈新宿プライベート・アイズ〉-VOCAL COLLECTION-
- Gift from Fanks T (Disc 2)
- キミが好きだと叫びたい 〜Love & Yell〜
- 40+ 〜Thanks to CITY HUNTER〜
- TM NETWORK TRIBUTE ALBUM -40th CELEBRATION- (Disc 2)

君の空を見ている
- DEVOTION
- 40+ 〜Thanks to CITY HUNTER〜
- 40th FANKS intelligence Days 〜DEVOTION〜（ライヴ・ヴァージョン）